# Ardisia costaricensis
Ardisia costaricensis är en viveväxtart som beskrevs av Cyrus Longworth Lundell. Ardisia costaricensis ingår i släktet Ardisia och familjen viveväxter. Inga underarter finns listade i Catalogue of Life.